# 天保山運河
天保山運河（てんぽうざんうんが）は、大阪府大阪市港区において安治川と尻無川を連絡する淀川水系の運河。中流部で分岐する支線を天保山支線運河という。なお、境川運河（現在は埋立）と同様に安治川・尻無川の上流側を北、下流側を南と表現する。

## 地理
1917年（大正6年）5月に完成。南岸は大阪港第一次修築工事により埋立造成された築港、北岸は江戸時代以来の新田（八幡屋新田・池田新田・北福崎新田。なお、南福崎新田は1871年の高潮によってほとんど流失しており、第一次修築工事の際に整地）となる。名称は運河の南西端にある天保山に由来する。
本線は安治川から尻無川まで通じており、支線は本線の中流部で南へ分岐して六條通に並行する。支線分岐後、三十間堀川が交差する。
　

## 橋梁
西から順番に
- 千舟橋 - みなと通（国道172号）
- 静波橋
- 難波津橋（天保山支線運河） - 海岸通（大阪府道5号大阪港八尾線）
- 浮島橋
- 新福崎橋

### かつて架かっていた橋梁
- 天保橋 - 戦後の安治川内港造成（安治川左岸拡幅）の際に撤去